# Tokonoma

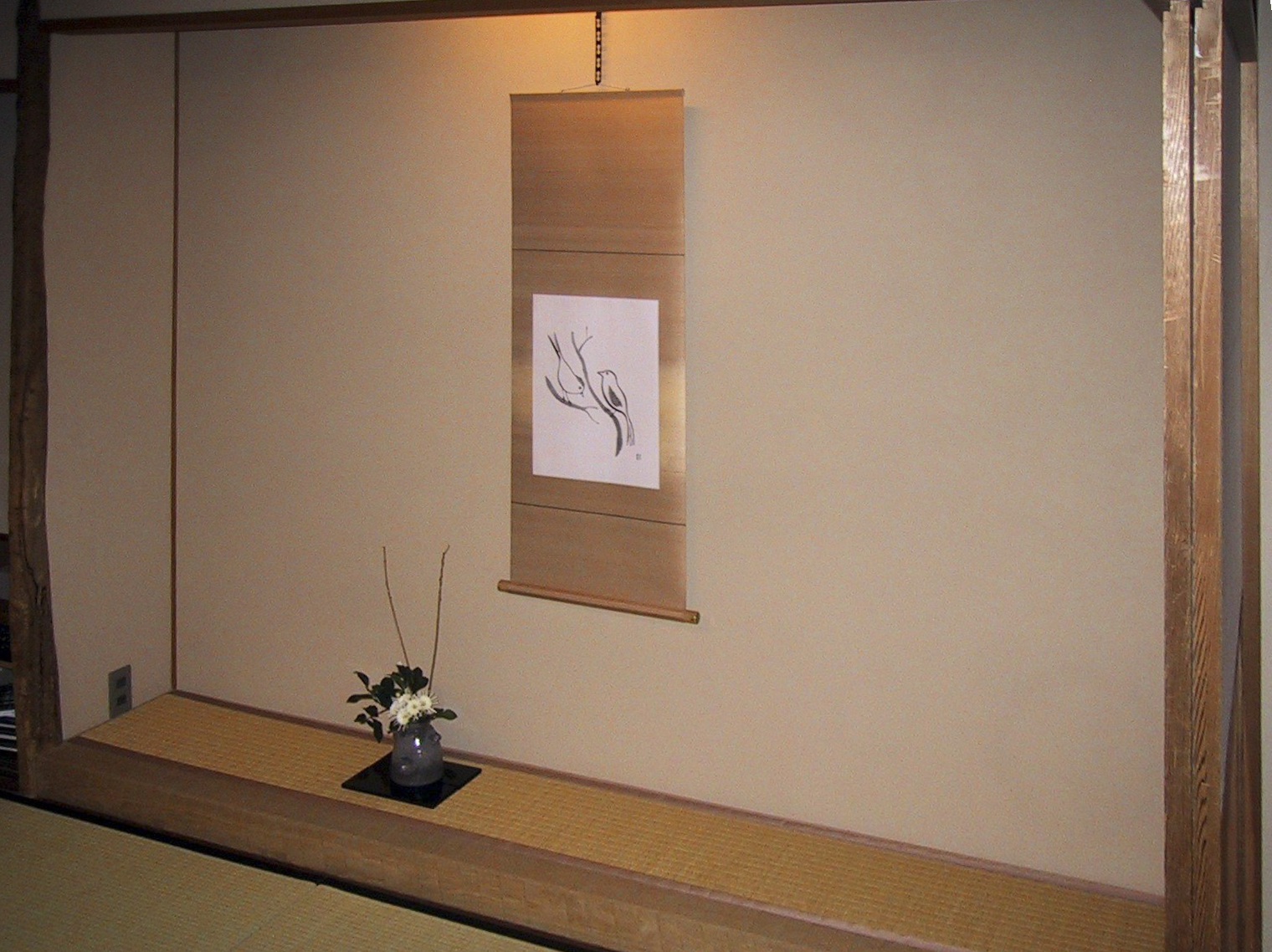
Un Tokonoma amb un kakemono a la paret i un Ikebana

Un tokonoma (床の間) és un petit espai elevat sobre un washitsu, una habitació d'estil japonès amb terra de tatami, on es mostren els objectes més preuats de la casa, entre ells quasi sempre es penja un rotllo desplegable amb pintures (kakemono). Altres objectes que es poden trobar en els tokonoma són: Ikebana (arranjaments florals); koro, cremador d'encens i el recipient per l'encens o kobako; kyobako, els sutres (llibre de preceptes espirituals budistes), bonsais i utensilis de ceràmica o porcellana de gran valor. El tokonoma i els objectes continguts en ell són essencials en la decoració tradicional japonesa. La seva disposició i aparença canviarà amb freqüència: el motiu del kakemono, així com la resta d'elements estaran relacionats amb l'època de l'any, les festes, el calendari i l'estat d'humor del propietari.
Originàriament el tokonoma era l'altar privat dels monjos zen i consistia en una taula baixa de fusta sobre la qual es cremava una espelma i encens d'un recipient com a ofrena sota un rotlle amb cal·ligrafies budistes. Amb el temps canvià la seva significació i amb ella la seva aparença. Les imatges religioses van ser substituïdes per altres més mundanes o per cal·ligrafia artística, aparegueren elements de bronze, fusta o altres materials a la plataforma, al costat de l'encenser i l'arranjament floral, encara que aquests elements mai van arribar a ser molt grans o elaborats. Tanmateix, cal no veure el tokonoma merament des d'un punt de vista artístic. Al llarg dels segles ha estat honorat com el lloc sagrat de la casa. Pels japonesos té una mena de significat sagrat o moral, que deriva dels seus orígens sagrats. L'espai enfront del tokonoma és l'espai d'honor, i mai es pot entrar al seu interior.

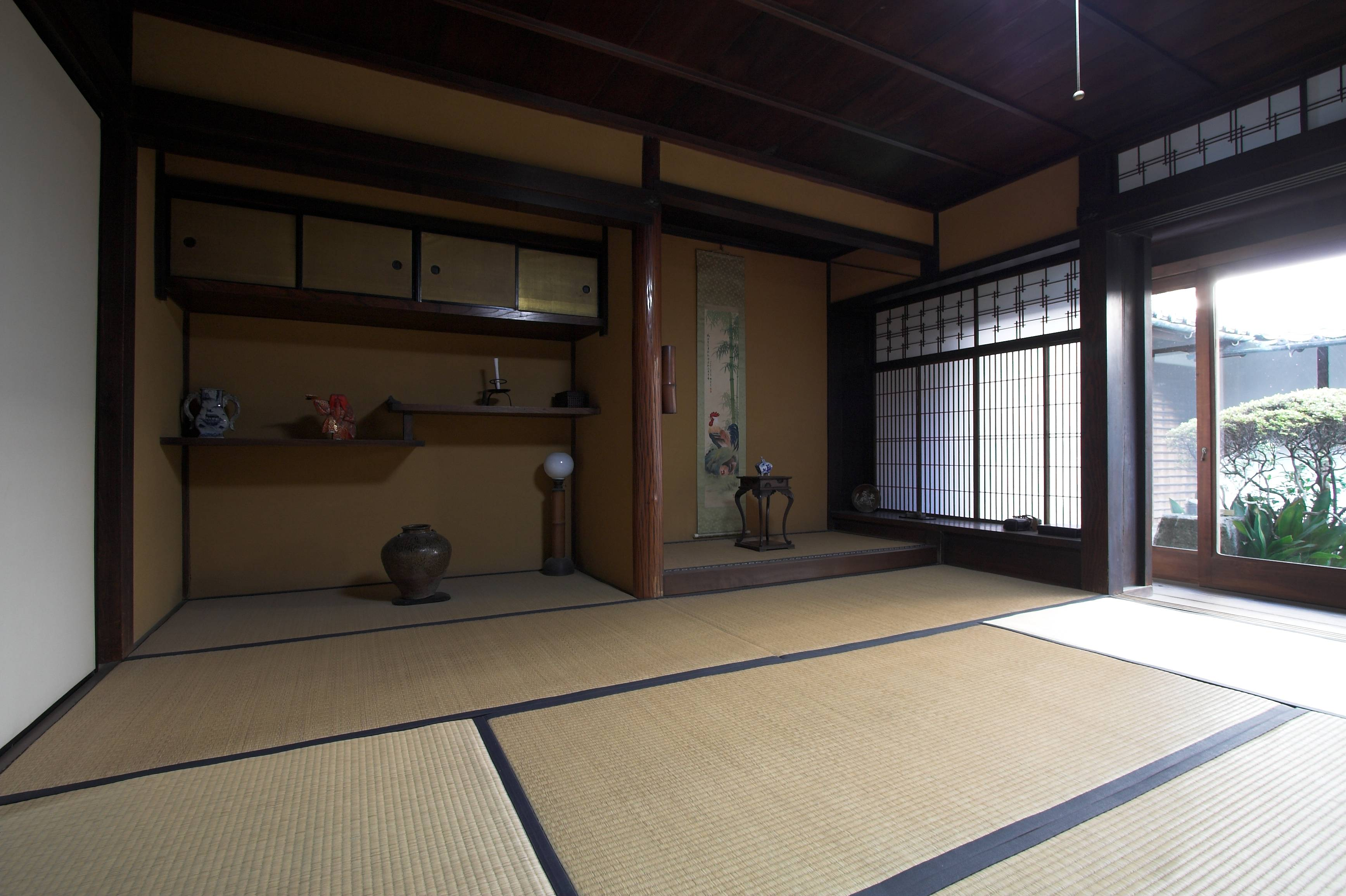
Habitació tradicional japonesa amb un Tokonoma

Els primers tokonoma van aparèixer al període de Muromachi (al voltant del 1350) i eren una mena de ‘fornícula per al culte’, llargs i estrets, d'una profunditat mai superior als 60 centímetres. Actualment, a les cases tradicionals japoneses els actuals tokonoma tenen una profunditat més gran, aproximadament d'un tatami, quelcom inferior a un metre. Normalment no se situa al centre de la paret, és a dir, no és simètric respecte a l'habitació, i hi ha diverses formes de construir-lo. Sovint la fusta amb què és construït el tokonoma és diferent que la de l'habitació en la que es troba, però en els dissenys clàssics s'intenta evitar aquesta diferenciació per obtenir una major uniformitat. Únicament al llindar de fusta, tokogamachi, s'utilitza fusta laquejada de negre.
Quan es troben convidats presents en una habitació d'estil japonès, la manera més correcta segons l'etiqueta japonesa és fer seure a l'hoste més important donant l'esquena al lloc del tokonoma. El motiu cal trobar-lo en la modèstia: el que convida no ha de fer ostentació del contingut del tokonoma al convidat i, per tant, és necessari no conduir la seva mirada directament a aquest espai; per altra banda, aquest queda situat en el centre de l'escena, emmarcat dins de l'espai més important de l'habitació.